# Sedlejov (nádraží)
Sedlejov je železniční stanice, která se nachází v obci Sedlejov v okrese Jihlava v kraji Vysočina. Stanice leží na železniční trati Kostelec u Jihlavy – Slavonice.

## Přeprava
Ve stanici zastavují pouze osobní a spěšné vlaky, které provozují České dráhy, které na tyto vlaky nasazují motorové vozy RegioSpider. Cestující se mohou ze Sedlejova svézt vlakem například do Jihlavy, Havlíčkova Brodu, Třeště, Telče, Dačic nebo Slavonic. Ve stanici se nachází přístřešek pro cestující. Stanice se nachází v integrovaném dopravním systému VDV.

## Přístupnost
Přístup na první nástupiště je plně bezbariérový.